# Elendsviertel
Als Elendsviertel werden allgemein besonders arme und heruntergekommene Viertel von Städten bezeichnet, die meist ausschließlich von armen Bevölkerungsgruppen bewohnt werden. Statt Elendsviertel werden im Deutschen häufig die gebräuchlichen Bezeichnungen anderer Länder und Sprachräume verwendet, wie zum Beispiel Slum (ursprünglich aus Großbritannien, heute international), Shanty Town oder Squattertown (englischsprachige Länder), Bidonville (französischsprachige Länder), Favela (Lateinamerika, insbesondere Brasilien), Rancho (Venezuela) und Basti (Indien).
Der Begriff informelle Siedlung wird im Deutschen für Elendsviertel verwandt, die unreguliert und ungeplant meist im Randbereich von großen Städten entstehen.
Sozialwohnungsviertel werden trotz teilweise ähnlicher sozio-ökonomischer Bedingungen meistens nicht als Elendsviertel bezeichnet. Dennoch gibt es staatlich geplante Viertel, die sich mit der Zeit wegen schlechter Planung in Elendsviertel verwandeln, wie es etwa bei den meisten Favelas in Brasilien der Fall ist.
In den Ländern Lateinamerikas hat sich die Organisation TECHO (ehemals Un techo para mi país, „Ein Dach für mein Land“) die Beseitigung von Elendsquartieren und die Errichtung von Unterkünften für alle Bewohner eines Landes zum Ziel gesetzt.